# Kelis
Kelis, celým jménem Kelis Rogers, (* 21. srpna 1979 New York) je americká zpěvačka. Její jméno Kelis je kontaminací jmen jejích rodičů, Kennetha a Eveliss. Kelis od dětství zpívala v kostelním sboru a později hrála na housle, klavír a saxofon. Své první album nazvané Kaleidoscope vydala v prosinci roku 1999. Později vydala několik dalších alb. Roku 2002 přispěla písní „So Be It“ na fundraisingové kompilační album Red Hot + Riot. Během své kariéry spolupracovala s mnoha dalšími hudebníky, mezi něž patří například Enrique Iglesias, Busta Rhymes a Guru. V roce 2000 zpívala v remixu písně „Honey“ od Mobyho. V letech 2005 až 2010 byl jejím manželem rapper Nas.